# 6月4日
6月4日是公历一年中的第155天（闰年第156天），离全年结束还有210天。

## 大事记

### 18世紀以前
- 979年：北宋灭北汉，五代十国结束。
- 1039年：神圣罗马帝国皇帝康拉德二世去世，亨利三世继承皇位。
- 1411年：法國國王查理六世規定蘇爾宗河畔羅克福爾的村民擁有製作羅克福起司的專利權。
- 1582年：教宗額我略十三世制定现今不適用儒略历而通用的格里历，將這天改為6月17日（星期四）。
- 1615年：日本江户幕府征夷大将军德川家康率领大批军队攻下大阪城，城主丰臣秀赖被迫自杀。
- 1644年：李自成率农民军在吴三桂和满汉八旗军追击下，被迫退出北京。

### 18世紀
- 1775年：俄羅斯帝國葉卡捷琳娜大帝的軍隊將扎波羅熱哥薩克的塞契夷為平地，摧毀了一個世紀來烏克蘭哥薩克的基地兼逃亡者的避難所。扎波羅熱領地隨後被俄羅斯貴族，以及德國和塞爾維亞的拓墾者所瓜分。
- 1783年：法國造紙廠商孟格菲兄弟發明熱氣球，並在東部城市阿諾奈進行首次公開實驗。
- 1784年：伊麗莎白·蒂布爾成為第一位乘坐無繫帶熱氣球飛行的女性，飛行距離為4公里，估計高度為1,500公尺。

### 19世紀
- 1844年：普魯士西里西亚纺织工人起义。
- 1859年：法萨联军在法国皇帝拿破仑三世的率领下，在马真塔战役大胜奥地利帝国军队。

### 20世紀
- 1911年：孙洪伊等在北京组织成立宪友会，鼓吹君主立宪。
- 1913年：爭取女性投票權的代表人埃米莉·戴維森被英王喬治五世的馬踏重傷，四日後身亡，引起英國女教師極大迴響。
- 1920年：匈牙利王國與協約國簽署決定國界的《特里亞農條約》，失去絕大部分奧匈帝國的領土。
- 1925年：中国共产党创办的第一张日报《热血日报》正式出版。
- 1928年：皇姑屯事件：中華民國安國陸海軍大元帥张作霖在沈阳的皇姑屯火车站被日本关东军炸死。
- 1937年：中国东北抗日联军越过满洲国与日治朝鲜的边境，袭击朝鲜境内日本统治下的据点普天堡，史称普天堡战役。
- 1940年：納粹德國軍隊成功攻陷法國臨海市鎮敦克爾克，俘虜未能撤離至英國的同盟國軍隊。
- 1941年：於一戰結束後流亡荷蘭的前德皇威廉二世在荷蘭總督轄區多倫莊園病逝。
- 1942年：南云忠一率领的日本海军向中途岛的美军发动进攻，中途岛海战爆发。
- 1944年：第二次世界大戰：英美聯軍進佔意大利首都羅馬。
- 1944年：第二次世界大戰：美國海軍特遣部隊俘獲德國U-505号潜艇。
- 1949年：法属交趾支那并入越南临时中央政府。
- 1953年：中华人民共和国政府与苏联政府签订《关于海军交货和关于在建造军舰方面给与中国以技术援助的协定》。
- 1960年：中華人民共和國教育部、文化部、中國文字改革委員會發出通知徵集全國各地的新簡化字，準備再次簡化漢字。
- 1970年：太平洋島國湯加獨立。
- 1982年：以色列轰炸黎巴嫩首都贝鲁特，造成惨重平民伤亡。
- 1985年：中央军委主席邓小平在中央军委扩大会议上宣布中国人民解放军进行百万大裁军。
- 1989年：六四事件：中国人民解放军戒严部队在開往天安門廣場进行清场行动途中与北京示威學生、市民发生冲突，造成严重死傷，最终以戒严部队成功驱赶示威學生、市民，占领天安門廣場而告终，中国政治体制改革从此停滞。
- 1989年：鲁霍拉·霍梅尼去世后，专家会议选举阿里·哈梅内伊为伊朗最高领袖。
- 1989年：波兰舉行第一次民主大选，團結工会徹底擊敗波兰统一工人党，後者在参众兩院全軍覆沒後下台。
- 1991年：新華社公布「四人幫」主犯江青死訊。
- 1998年：特里·尼科尔斯（英语：Terry Nichols）因在俄克拉荷马城爆炸案中的罪行被判处终身监禁[1]。
- 1999年：中華民國立法院三讀通過「菸酒管理法」，開放民間可以公開方式參與菸酒產銷，宣告台灣實施近五十年的菸酒專賣制度將走入歷史。

### 21世紀
- 2002年：中國男子足球隊首次出戰世界盃決賽週，他們的首場對手是哥斯達黎加，最終三場分組賽全敗零得球，成為「三零部隊出局」。
- 2010年：菅直人当选日本民主党党代表，并在国会全体会议上当选为首相，接替辞职的鸠山由纪夫[2]。
- 2011年：泰國象牌競技場正式啟用。
- 2011年：中国女子网球选手李娜在法国网球公开赛女單决赛中2-0击败意大利选手弗朗西斯卡·斯齐亚沃尼，获得冠军。成为亚洲第一个女单大满贯冠军[3]。
- 2022年：一班從貴陽北站開往廣州南站的D2809班次高鐵於貴廣線榕江站前遭遇泥石流後出軌，司機員當場死亡，另有數名乘客及乘務員受傷[4]。
- 2022年：多名民主派人士及市民因前往香港維多利亞公園及銅鑼灣一帶悼念六四事件，被警方票控或扣留[5]。

## 出生
- 1489年：安托萬，洛林公爵（1544年逝世）
- 1704年：班傑明·亨茨曼，英國發明家、製造商（1776年逝世）
- 1715年：曹雪芹，清朝小說家、詩人、畫家，古典名著《红楼梦》作者（1763年逝世）
- 1738年：喬治三世，大不列顛國王及愛爾蘭國王、漢諾瓦國王（1820年逝世）
- 1786年：喬治·波洛克，英國陸軍軍官（1872年逝世）
- 1789年：弗里德里希·伯伊，德國昆蟲學家、動物學家、鳥類學家（1870年逝世）
- 1833年：加尼特·沃爾斯利，英國陸軍元帥，第一代沃爾斯利子爵（1913年逝世）
- 1855年：犬養毅，日本政治人物，第29任內閣總理大臣（1932年逝世）
- 1867年：卡尔·古斯塔夫·埃米尔·曼纳海姆，芬兰第二任摄政、芬兰共和国第六任总统及芬兰元帅（1951年逝世）
- 1916年：羅伯·佛契哥特，美國生物化學家，1998年諾貝爾生理學或醫學獎得主（2009年逝世）
- 1923年：崇仁親王妃百合子，日本皇族（2024年逝世）
- 1928年：田豐，香港演員（2015年逝世）
- 1929年：卡罗洛斯·帕普利亚斯，希腊外交部长、希腊总统（2021年逝世）
- 1932年：林西莉，瑞典漢學家（2021年逝世）
- 1932年：藤井裕久，日本政治人物，曾任日本眾議院議員（2022年逝世）
- 1935年：卡齊米日·齊姆內，波蘭男子田徑運動員（2022年逝世）
- 1936年：努坦，印度女演員（1991年逝世）
- 1947年：傑拉德·福蘭德，美國數學家
- 1953年：琳達·林格爾，美國政治人物，第6任夏威夷州州長
- 1954年：木內鶴彥，日本彗星搜尋者（2024年逝世）
- 1954年：山路和弘，日本男演員、聲優
- 1954年：高志活，丹麥雕塑家、人權活動家
- 1958年：托馬斯·黑爾斯，美國數學家
- 1959年：胡瓜，台灣主持人
- 1959年：安尼尔·安巴尼，印度富豪
- 1960年：葛平，中国动画片配音演员
- 1962年：何君堯，香港律師、政治人物
- 1962年：哈凱恩德·希奇萊馬，尚比亞商人、政治人物，現任尚比亞總統
- 1965年：薩繆爾·康威，美國有機化學研究人員
- 1970年：德博拉·孔帕尼奧尼，義大利女子高山滑雪運動員
- 1970年：埃克雷姆·伊馬姆奥盧，土耳其商人、房地產開發商、政治人物，現任伊斯坦堡市長
- 1971年：目黑將司，日本作曲家、吉他手、音樂導演
- 1971年：諾亞·懷利，美國演員
- 1973年：平川大輔，日本男性聲優
- 1974年：松本光司，日本漫畫家
- 1975年：安潔莉娜·裘莉，美國女演員，社會活動家
- 1975年：羅素·布蘭德，英國喜劇演員、電台主持人、作家
- 1976年：阿列克謝·納瓦尼，俄羅斯律師、政治人物（2024年逝世）
- 1976年：林昌勇，韓國棒球選手
- 1979年：高原直泰，日本足球選手
- 1981年：林家緯，台灣棒球選手
- 1981年：蘇銘倫，比利時籍騎師
- 1981年：托德·約瑟夫·米勒，美國男演員、喜劇演員、編劇、製片人
- 1982年：歐陽靖，香港饒舌歌手、演員
- 1983年：戴嬌倩，中國演員
- 1984年：楊丞琳，台灣女歌手
- 1984年：陳勢安，台灣男歌手
- 1985年：林星辰，台灣棒球選手
- 1985年：淺利遼太，日本男性聲優
- 1985年：卢卡斯·波多尔斯基，德国足球选手
- 1985年：芭兒·拉法莉，以色列模特兒、女演員
- 1986年：朴有天，韓國歌手，演員
- 1987年：于海，中國足球運動員
- 1987年：田中秀和，日本作曲家、編曲家
- 1989年：毕赣，中國導演
- 1989年：帕維烏·法伊德克，波蘭鏈球運動員
- 1990年：吉增·佩玛，不丹王后
- 1990年：伊萬·斯皮格，美國企業家
- 1991年：林志堅，香港足球運動員
- 1991年：八島莎拉拉，日本女性聲優
- 1993年：孙怡，中國演員
- 1993年：下地紫野，日本女性聲優
- 1994年：小林千晃，日本男性聲優
- 1994年：鄧佳華，台灣男性男優
- 1995年：玉井詩織，日本女子團體桃色幸運草Z成員
- 1996年：喜屋武和輝，日本男性聲優
- 1996年：玛丽亚·巴卡洛娃，保加利亚女演员
- 1998年：鄭叡仁，韓國女子偶像團體Lovelyz成員
- 1999年：金所炫，韓國女演員
- 2001年：Choerry，韓國女子偶像團體本月少女成員
- 2002年：許軼，香港女藝人
- 2021年：薩塞克斯的莉莉貝特公主，英國王室成員

## 逝世
- 333年：慕容廆，鮮卑慕容部首領、前燕高祖（269年出生）
- 1039年：康拉德二世，德意志國王和神聖羅馬帝國皇帝
- 1135年：宋徽宗赵佶，北宋皇帝（1082年出生）
- 1571年：氏家直元，日本戰國時代武將
- 1615年：氏家行廣，日本戰國時代人物（1546年出生）
- 1615年：淀殿，本名淺井茶茶，日本戰國時代大名淺井長政之女，豐臣秀吉的側室（1567年出生）
- 1615年：毛利勝永，日本戰國時代、江戶時代初期武將（1577年出生）
- 1615年：豐臣秀賴，日本戰國時代、江戶時代初期大名，豐臣氏第二任當主，豐臣政權領袖，大坂城城主（1593年出生）
- 1615年：真田幸昌，日本江戶時代初期武將（1601年出生）
- 1680年：德川家綱，日本江戶幕府第4代征夷大將軍（1641年出生）
- 1798年：傑可莫·卡薩諾瓦，義大利冒險家、作家（1725年出生）
- 1803年：彼得·阿斯卡尼奧，挪威裔丹麥生物學家、地質學家（1723年出生）
- 1830年：安東尼奧·何塞·蘇克雷，委內瑞拉獨立運動領袖，第2任玻利維亞總統（1795年出生）
- 1838年：安塞爾姆·加埃唐·德馬雷，法國動物學家、作家（1784年出生）
- 1862年：陈玉成，太平天国英王（1837年出生）
- 1895年：蘇丹阿布·巴卡，柔佛蘇丹（1833年出生）
- 1928年：吳俊升，中華民國北洋時期軍政人物（1863年出生）
- 1928年：张作霖，當時的中華民國北洋政府國家元首，奉系军阀首领（1875年出生）
- 1932年：內森·科布，美國生物學家（1859年出生）
- 1941年：威廉二世，德意志帝國末代皇帝。（1859年出生）
- 1942年：萊茵哈德·海德里希，納粹德國國家安全部部長、波希米亞和摩拉維亞副總督（1904年出生）
- 1943年：埃德溫·泰勒·波洛克，美國海軍上校（1870年出生）
- 1968年：亞歷山大·科耶夫，俄裔法國哲學家（1902年出生）
- 1973年：莫里斯·弗雷歇，法國數學家（1878年出生）
- 2001年：卢嘉锡，中國科學院前院長、中國農工民主黨中央委員會前主席（1915年出生）
- 2001年：狄潘德拉，尼泊爾沙阿王朝第十二任國王（1971年出生）
- 2014年：何佐芝，香港商業電台創辦人（1918年出生）
- 2014年：切斯特·內茲，美國海軍陸戰隊退伍軍人（1921年出生）
- 2015年：安妮·沃伯頓，英國外交官（1927年出生）
- 2022年：費梁，中國兩棲動物學專家（1936年出生）
- 2025年：馬克·加諾，加拿大政治人物（1949年出生）

## 節假日和習俗
- 受侵略戕害的无辜儿童國際日
- 六四事件紀念活動
  -  香港：民間組織於1989年往後的30年間，每年都會在當天於維多利亞公園舉辦弔念六四事件的晚會，至國安法頒佈後已經無法繼續舉辦，且只要有出現關於（蠟燭，電子蠟燭等）都會被逮捕，2021年開始，更於每年此天封鎖維多利亞公園整天
  -  澳門：民間組織於1989年往後的30年間，每年都會在當天於議事亭前地舉辦弔念六四事件的晚會，至國安法修訂後已經無法繼續舉辦，且只要有出現關於（蠟燭，電子蠟燭等）都會被逮捕，2021年開始，更於每年此天封鎖議事亭前地整天
- 芬兰：卡尔·古斯塔夫·埃米尔·曼纳海姆壽辰和芬蘭國防軍的國旗日
- ：奴隸解放日或獨立日，紀念1862年國王乔治·图普一世廢除農奴制，和1970年從英國殖民保護獨立。
- 爱沙尼亚：國旗日
- 匈牙利：民族統一日